# أمينة ديلبازي
أمينة باشا قيزي ديلبازي (بالأذرية: Əminə Dilbazi) - مصممة رقصات باليه أذربيجانية، فنانة الشعب لجمهورية أذربيجان الاشتراكية السوفيتية.

## حياتها
ولدت أمينة ديلبازي في 26 ديسمبر، عام 1919 في مدينة قازاخ لأذربيجان. تلقى دراستها الثانوية في المدرسة ال132.
أمينة ديلبازي هي زوجة الملحن الشهير فنان الشعب الأذربيجاني السوفيتي جودات حجييف، أخت الشاعرة ميرفريد ديلبازي ، والدة الملحن والموصل إسماعيل حاجييف.
توفيت أمينة دلبازي في 30 أبريل عام 2010 في باكو.

## نشاتها
بدأت أمينة ديلبازي الأداء على المسرح عام 1935.
قام لأول مرة برقصها "كولخوز جولاري" من تأليف عزير حاجبايوف على المسرح.
عملت أمينة ديلبازي عازفًا منفردًا في فرقة الأغنية والرقص الموسيقية الأذربيجانية التي سميت باسم مسلم ماجوماييف بين 1936-1969.

## أنظر أيضا
- أفاق ماليكوفا
- جودات حجييف